# Kontinentaldrift

Kontinentaldrift der letzten 250 Millionen Jahre

Die Theorie der Kontinentaldrift, auch Kontinentalverschiebung genannt, beschreibt die langsame Bewegung, Aufspaltung und Vereinigung von Kontinenten. Erste Hypothesen zur Kontinentaldrift gab es bereits im 18. und 19. Jahrhundert. Jedoch führte erst die Arbeit von Alfred Wegener zu einer allmählichen Abkehr vom Fixismus hin zum Mobilismus. Die Bewegung der Erdteile ist heute Bestandteil der Theorie der Plattentektonik.

## Abgrenzung
Die verursachenden Kräfte sind derzeit noch strittig, der geodynamische Befund ist jedoch eindeutig. Die Satellitengeodäsie und moderne geodätische Erdmodelle zeigen an fast allen Kontinentalrändern jährliche Bewegungsraten, die von einem bis etwa zehn Zentimeter reichen. Auch einige innerkontinentale Bruchlinien, beispielsweise im Mittelmeerraum und in Ostafrika, zeigen rezente Verschiebungen.
Statt von Plattentektonik spricht man von Plattenkinematik, wenn es sich um rein geometrische Modelle der Erdkrustenbewegungen handelt, bei denen die verursachenden Kräfte außer Betracht bleiben. Diese kinematischen Modelle zeigen derzeit geringere Diskrepanzen als ihre dynamischen Gegenstücke (z. B. NUVEL) und eignen sich daher bereits als Bezugssysteme für globale Koordinatenänderungen. Am bekanntesten ist der internationale Referenzrahmen des ITRF, der seit dem Jahr 2000 alle ein bis zwei Jahre den aktuellen Kontinentalverschiebungen angepasst wird.

## Theoriegeschichte

### Erste Hypothesen (17./18.Jahrhundert)
Der offensichtlichste und daher am frühesten erkannte Hinweis auf die Kontinentaldrift ist die Ähnlichkeit im Verlauf der Westküste Afrikas und der Ostküste Südamerikas.
Die älteste Vermutung einer Kontinentalverschiebung als Ursache stammt von dem flämischen Kartographen Abraham Ortelius. In der Ausgabe seines Atlas Theatrum Orbis Terrarum von 1596 ist die Ähnlichkeit der beiden Küstenlinien bereits gut zu erkennen.
Häufig wird der erste Hinweis auch Sir Francis Bacon im Jahre 1620 zugeschrieben; doch soll Bacon sich nur auf die Ähnlichkeit der Westküsten beider Kontinente, also die atlantische Küste von Afrika und die pazifische Küste von Südamerika bezogen haben. Dagegen hat der Theologie-Professor Theodor Christoph Lilienthal in Königsberg angesichts der Ähnlichkeit der gegenüberliegenden Küsten Südamerikas und Afrikas 1756 die Möglichkeit erwogen, dass sie einstmals nahe beieinander lagen. Das Auseinanderbrechen brachte er mit der biblischen Sintflut in Verbindung.
Auch Benjamin Franklin machte sich 1782 in einem Brief an den französischen Geologen Jean-Louis Giraud-Soulavie Gedanken über die Kontinentaldrift:

„Solche Veränderungen in den äußeren Bereichen der Erde schienen mir unwahrscheinlich zu sein, wenn die Erde bis zum Mittelpunkt fest wäre. Ich stellte mir daher vor, dass die inneren Bereiche eine Flüssigkeit von weitaus höherer Dichte und höherem spezifischen Gewicht sein könnten als irgendeine der festen Substanzen, die wir kennen und dass deshalb die äußeren Bereiche auf oder in der Flüssigkeit schwimmen. Damit wäre die Oberfläche der Erde eine Schale, die durch die heftigen Bewegungen der Flüssigkeit, auf der sie schwimmt, zerbrechen und in Unordnung geraten kann...“

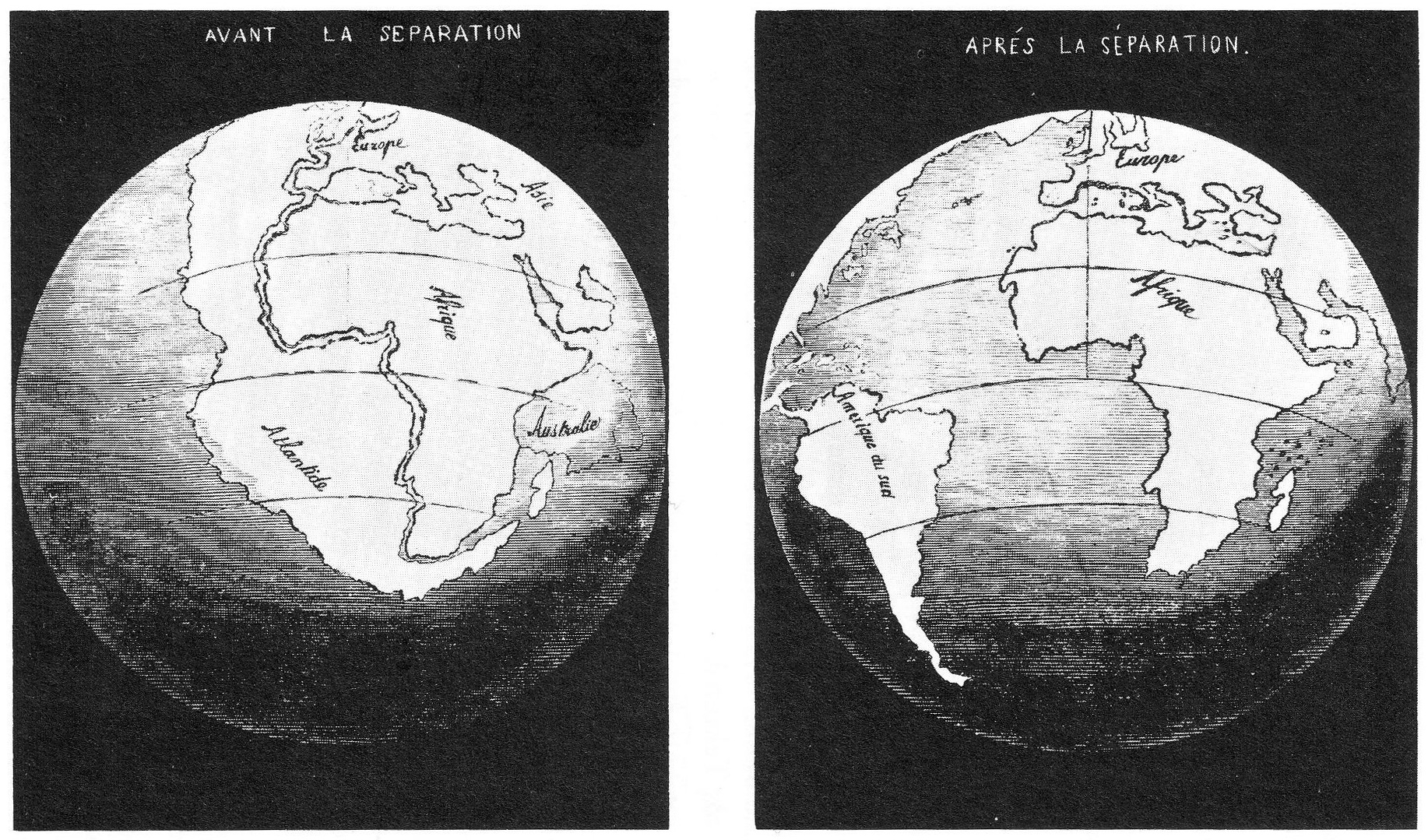
Antonio Snider-Pellegrinis Darstellung des geschlossenen und geöffneten Atlantiks (1858)

### Von Flut- und Mondtheorien zu Eduard Suess
Alexander von Humboldt beschrieb 1801 und 1845 die Ähnlichkeit der gegenüberliegenden Küsten Südamerikas und Afrikas und ihrer Vegetation und spekulierte, dass der Atlantik durch einen katastrophalen Strom ausgewaschen wurde. 1858 ging der Geograph Antonio Snider-Pellegrini einen Schritt weiter, als er die erste Karte veröffentlichte, auf der die Alte und die Neue Welt ohne trennenden Ozean zu sehen waren. Auch er mutmaßte über die Sintflut als Grund für die Trennung. Um die Jahrhundertwende wurde das Auseinanderdriften des amerikanischen und des afrikanischen Kontinents mit der Entstehung des Mondes aus dem Pazifik in Verbindung gebracht.
Der österreichische Geologe Eduard Suess (1831–1914) vertrat in seiner Buchreihe „Das Antlitz der Erde“ zunächst die Landbrücken-Theorie, um die markanten Ähnlichkeiten zwischen bestimmten fossilen Tier- und Pflanzenvergesellschaftungen auf verschiedenen heutigen Kontinenten zu erklären. Später postulierte er jedoch die Existenz von zwei ehemals zusammenhängenden großen Landmassen. Für den südlicheren Teil von beiden prägte Suess den zuvor bereits von anderen eingeführten Namen Gondwana-Land. Dieser Kontinent habe noch im Mesozoikum alle heutigen Kontinente der südlichen Hemisphäre, einschließlich Indien, umfasst. Zu Beginn des Känozoikums aber seien große Teile dieses Kontinents abgesunken und zu Ozeanen geworden.

### Alfred Wegener und seine Gegner

#### Wegeners unmittelbare Vorgänger
Diese zum Fixismus zählenden Modelle gehen davon aus, dass die Erdkruste mit dem Untergrund fest verbunden sei. Vor allem durch die Arbeit von Alfred Wegener (1912, 1915) wurden diese Modelle zugunsten einer anderen Betrachtung von der Verschiebung der Kontinente (Mobilismus) aufgegeben.
Wegener selbst gab 1929 an, dass andere die Idee einer Kontinentalverschiebung als Bewegung von Teilen der Erdkruste, wenn auch nicht in so ausgearbeiteter Form wie von ihm selbst, schon vor ihm hatten. Er betonte dabei, dass er seine eigenen Ideen unabhängig von denen seiner Vorgänger gewonnen hatte.
Zu diesen von Wegener erwähnten Vorgängern zählen Franklin Coxworthy (zwischen 1848 und 1890),
Roberto Mantovani (zwischen 1889 und 1909), William Henry Pickering (1907) und Frank Bursley Taylor (1908), welche das Auseinanderbrechen von Urkontinenten postulierten.
Wie Wegener bemerkte, stimmen Roberto Mantovanis Karten, auf welchen die ursprüngliche Gruppierung der Kontinente gezeigt wird, zum Teil „erstaunlich“ mit seinen eigenen überein.
Wegener erwähnte jedoch nicht, dass Mantovani nicht direkt von einer Drift der Kontinente, sondern von einer Expansion der ozeanischen Bereiche zwischen den Kontinenten im Sinne der konkurrierenden Theorie der Erdexpansion ausging.
Die in den 1960er Jahren entwickelte Theorie der Plattentektonik unterstützt zwar die Vorstellung der Entstehung neuer ozeanischer Krusten durch Ozeanbodenspreizung, nimmt jedoch ein Abtauchen der Kruste in den Mantel an manchen Kontinentalrändern (Subduktion) und damit einen konstanten Erdradius an, obgleich die Schlussfolgerung, Ozeanbodenspreizung und Subduktion müssten einander quantitativ die Waage halten, aus der Tatsache der Subduktion an bestimmten Kontinentalrändern nicht zwingend abgeleitet werden kann.
Als besonders ähnlich wird von Wegener die Theorie von Frank Bursley Taylor geschildert, welcher am 29. Dezember 1908 in einem Vortrag vor der Geological Society of America behauptete, die Kontinente seien im Gegensatz zu Mantovani bei konstantem Erdradius langsam auseinandergedriftet. Wegener wies dabei vor allem auf Taylors Schilderung der Entwicklung des Atlantiks und der Loslösung Grönlands von Nordamerika hin. Die Theorie der Kontinentalverschiebung wurde deshalb früher in Amerika auch als „Taylor-Wegenersche Theorie“ bezeichnet, wobei Taylor später zu einem von Wegeners ersten Anhängern wurde.
Schon vor Wegener verwarf 1906 Otto Ampferer im Zuge seiner Unterströmungstheorie das Konzept des Fixismus. Diese besagt, dass die obere Erdkruste nur eine dünne Schicht darstellt, welche durch Magmenströme in der Tiefe – „wo infolge von Plastizität mit großer Leichtigkeit seitliche Verschiebungen eingeleitet werden können“ –  eingeengt und überschoben wird. Parallel zu Wegeners Arbeiten erweitert er seine Unterströmungstheorie und setzt sie im Aufsatz Über Kontinentverschiebungen mit der Kontintalverschiebungstheorie in Bezug. Dabei argumentiert er, dass die Verschiebung der Kontinente vorwiegend durch einen magmatischen Massenaustausch erklärbar ist, der sich durch „Einsaugung“ (Subduktion) und „Aufquellung“ (Ozeanbodenspreizung) äußert und kommt zum Schluss:

„Eine solche Mechanik des unterirdischen Massenaustausches ist aber wahrscheinlich nicht als Folge einer von äußeren Kräften angetriebenen Kontinentdrift, sondern vielmehr als ihre tiefere Veranlassung aufzufassen. In diesem Falle würde also der unterirdische Massenaustausch die leichteren Schollen in Bewegung versetzen und nicht umgekehrt die Verschiebung der Schollen erst den Massenaustausch hervorrufen. Wegener versucht die Erklärung der Kontinentverschiebungen nur mit Hilfe von äußeren Kräften. Mir scheint zumindest die Mitwirkung von Strömungen des heißen Erdinnern unumgünglich zu sein.“

Damit hatte bereits Ampferer wesentliche Grundannahmen der modernen Plattentektonik formuliert. Beide Wissenschaftler betonten zwar die Ähnlichkeit ihrer jeweiligen Theorien miteinander, tauschten sich aber ansonsten gedanklich nicht aus.

#### Alfred Wegener

Die hier farbig dargestellten paläobiogeographischen Verbreitungsgebiete von Cynognathus, Mesosaurus, Glossopteris und Lystrosaurus (stark schematisch und nicht mit den tatsächlichen, anhand der Fossilfundstellen rekonstruierbaren Verbreitungsgebieten identisch) erlauben die Rekonstruktion von Gondwana und sind damit Belege für die Existenz der Plattentektonik

In seinem 1915 veröffentlichten Buch Die Entstehung der Kontinente und Ozeane folgerte Wegener aus der genauen Passung der Küstenlinien von Südamerika und Afrika, dass diese Bruchstücke eines ehemals größeren Kontinents gewesen sein könnten, der in der erdgeschichtlichen Vergangenheit auseinandergebrochen war. Die Passung ist noch genauer, wenn man nicht die Küstenlinien, sondern die Schelfränder, also die unter Wasser liegenden Teile eines Kontinents betrachtet. Im Gegensatz zu seinen Vorgängern gelang es Wegener jedoch, seine Theorie auch durch vielfältige Untersuchungen in den verschiedenen Zweigen der Geowissenschaften zu untermauern. Dazu zählen folgende von Wegener gesammelten Argumente:
- Faltengürtel und Scherzonen aus Südamerika lassen sich in Afrika mit sehr ähnlichen Gesteinsabfolgen und Deformationsmustern vergleichen.
- Diamantlagerstätten in Südamerika und Westafrika weisen geologische Ähnlichkeiten auf.
- Auf allen Südkontinenten finden sich Klima-Zeugen des permo-karbonen Eiszeitalters, darunter auch gleichgerichtete glaziale Schleifspuren.
- Bestimmte fossile und rezente Floren und Faunen beiderseits des Atlantiks stimmen überein:
  - Fossilien kälteliebender Landpflanzen mit zungenförmigen Blättern (Glossopteris-Flora) waren auf allen Südkontinenten verbreitet.
  - Fossile Überreste von Mesosaurus, einem im Süßwasser lebenden Reptil, konnten sowohl in Afrika als auch in Südamerika nachgewiesen werden.
  - Die Rundschwanzseekühe kommen sowohl in Westafrika als auch in Mittel- und Südamerika vor.

Anhand solcher Indizien rekonstruierte Wegener einen Superkontinent, den er Pangaea – Alles Land – nannte, der nicht nur die Südkontinente, sondern alle bekannten Kontinentalmassen umfasste. Nach seiner Theorie sollte die aus überwiegend granitischem Gestein bestehende, spezifisch leichtere kontinentale Kruste oder „SiAl“ – neben Silizium ist Aluminium das vorherrschende Element des Granits – auf dem dichteren, basaltischen Untergrund, dem „SiMa“ – das Aluminium wird im Basalt durch Magnesium vertreten –, „schwimmen“, etwa so, wie ein Eisberg im Meer treibt.
Als mögliche Kraft, die die Kontinente zerbrechen und auseinandertreiben ließ, schlug Wegener verschiedene astronomische Kräfte vor: zum Beispiel die Abbremsung der Erdrotation durch die Gezeitenreibung des Mondes, Präzessions- und Gezeitenkräfte. Die „Polflucht“, also die durch die Erdrotation erzeugte Fliehkraft, sollte die auf dem Erdmantel „schwimmenden“ Kontinentalmassen langsam in Richtung auf den Äquator zu bewegen. Diese Hypothese wurde von Paul Sophus Epstein 1920 näher ausgeführt, aber bald widerlegt.
Die Theorie der Kontinentaldrift konnte sich lange nicht durchsetzen, was am Fehlen einer plausiblen Erklärung der Verschiebungen lag. Die Erklärungsversuche von Mantovani (Bewegung als das Ergebnis von Erdexpansion aufgrund von Wärmeausdehnung), von Taylor (Bewegung aufgrund der Gezeitenkräfte durch Annäherung des Mondes vor 100 Millionen Jahren) und von Wegener (Bewegung aufgrund der Zentrifugalkraft und Gezeitenkraft) erwiesen sich als falsch. Erst die Untersuchung der Plattentektonik ab 1960 brachte die allgemeine Anerkennung der Kontinentaldrift. Ein weniger wissenschaftliches Motiv von Wegeners Gegnern bestand möglicherweise in den Konflikten zwischen den damals streng voneinander getrennten Teilgebieten der Geowissenschaften. Da sich Wegener ursprünglich mit Astronomie, Meteorologie und Klimatologie beschäftigt hatte, galt er vielen „echten“ Geologen als ein unqualifizierter „Quereinsteiger“.

## Grundkonzept der Kontinentaldrift
Von besonderem Interesse sind jene Perioden der Erdgeschichte, in welchen alle Kontinente zu einer Landmasse vereint waren oder in denen der sogenannte Superkontinent wieder auseinanderbrach.
Man spricht auch von Superkontinent-Zyklen, von denen fünf oder sechs im Laufe der Erdgeschichte postuliert werden.
Allerdings sind nur der letzte (mit dem Namen Pangaea bezeichnete) und der vorletzte (unter dem Namen Rodinia oder Vendium bekannte) Superkontinent allgemein akzeptiert.
Wenn die derzeitige Bewegung der Kontinente unvermindert anhält, wird in etwa 60 Millionen Jahren Australien gegen Asien stoßen und man kann in etwa 300 Millionen Jahren die Bildung eines neuen Superkontinents, manchmal Pangaea ultima genannt, erwarten.
Die geologischen Schichten, die zwischen Perm und Jura entstanden, erlauben die Rekonstruktion des zu jener Zeit auseinandergebrochenen Superkontinents Pangaea.
Dagegen ist die Rekonstruktion von Rodinia, die Ende des Präkambriums auseinanderbrach, weniger gut gesichert.
→ Zu den Mechanismen des Vorgangs siehe Plattentektonik

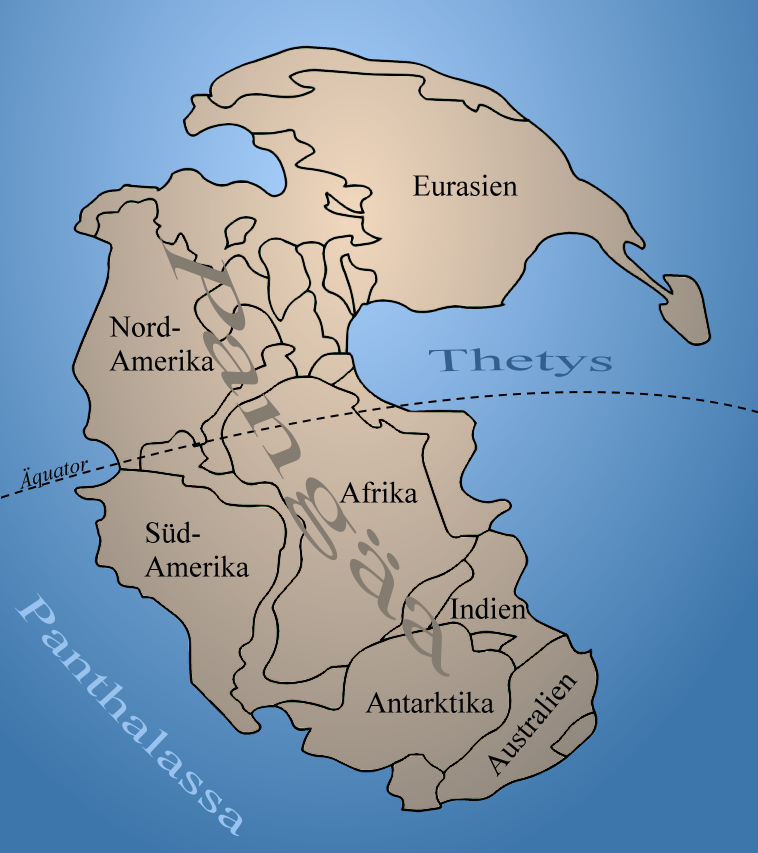
Die zu Pangaea vereinten Festlandsmassen im Unterperm

## Plattenverschiebungen in der Vergangenheit
Es ist bekannt, wie schnell und wohin sich die großen Platten derzeit bewegen, und verschiedene Indizien erlauben es, ihre Wege in der Vergangenheit zu rekonstruieren. Wegen ihrer Trägheit benötigen sie Dutzende von Jahrmillionen, um zum Stillstand zu kommen, und noch länger, um ihre Bewegung umzukehren.
- Man geht davon aus, dass die Landmasse der Erde vor ca. 320 Millionen Jahren im Wesentlichen zwei Kontinente umfasste, nämlich Gondwana und Laurasia.
- Vor rund 250 Millionen Jahren waren beide zum Riesenkontinent Pangaea zusammengewachsen, der vom Riesenozean Panthalassa umgeben war und in den sich von Osten die Tethys wie eine riesige Bucht hinein erstreckte.
- Vor etwa 135 Millionen Jahren brach die Kontinentalmasse auseinander. Die Tethys öffnete sich weiter nach Westen und trennte einen Südkontinent ab, der wieder als Gondwana bezeichnet wird. Der Nordkontinent zerfiel durch die Öffnung des Nord-Atlantiks in die beiden Teile Nordamerika und Eurasien.
- Bis vor ca. 100 Millionen Jahren hat sich der Zerfallsprozess der Kontinente weiter fortgesetzt. Vor allem der große Südkontinent hat sich in Südamerika, Afrika, Indien, Antarktika und Australien gespalten. Die Tethys trennt nach wie vor die Nordkontinente von den Südkontinenten.

## Plattenverschiebungen in der Zukunft
Alle geologischen Beobachtungen weisen darauf hin, dass die Platten weiter dynamisch sind.

### Prognosen für Erdteile
Indien wird sich noch einige Zeit unter den Himalaya schieben und vielleicht völlig unter Tibet verschwinden. Dafür werden im Norden die Erhebungen des Mongolischen Plateaus weiter wachsen und schließlich wird sich eine ausgedehnte Gebirgskette bis zum Baikalsee vorschieben.
Große Veränderungen sind vor Australien zu erwarten, das rasch nach Norden driftet und sich wahrscheinlich unter die Sunda-Inseln schieben wird. Diese wachsen dann zu einer neuen Gebirgskette empor, die auf die Australische Platte aufgleitet.
Entlang der Seenplatte des Ostafrikanischen Grabens, dem südlichen Teil des Großen Afrikanischen Grabenbruchs, ist die Entstehung eines neuen Ozeans zu beobachten, der sich mit dem Roten Meer verbinden wird. Als Folge wird sich eine neue kontinentale Platte von Afrika abspalten und weiter nach Osten driften. Aus dem Grabenbruch wird dann ein neuer mittelozeanischer Rücken werden.
Der Atlantik wird sich weiterhin entlang des mittelatlantischen Rückens öffnen. Im Gegenzug wird sich der Pazifik sukzessive verkleinern und in ferner Zukunft vollständig verschwinden. Der Pazifik ist ein Überbleibsel von Panthalassa – jenem Ozean, der einst den Superkontinent Pangaea umgeben haben soll, von dessen früherer Existenz jedoch keine geologischen Nachweise vorliegen. Der mittelozeanische Rücken des Nordpazifiks, der ostpazifische Rücken, wurde unter Nordamerika subduziert. Vor Südamerika steht dieser Prozess kurz bevor. Es ist davon auszugehen, dass sich dies fortsetzen wird.

### Extrapolation in sieben Stufen
Es lässt sich nicht genau vorhersagen, wie die Landmassen in 200 Millionen Jahren auf der Erdoberfläche verteilt sein werden. Eine Extrapolation der aktuellen Bewegungen ergibt folgendes Bild:
In 20 Millionen Jahrenwird sich Ostafrika entlang des Ostafrikanischen Grabenbruchs vom übrigen Afrika abspalten und dabei einen neuen Ozean bilden. Die Iberia (im Wesentlichen die Iberische Halbinsel) löst sich von Europa und dreht sich dabei leicht im Uhrzeigersinn. Australien und Neuseeland schieben sich schnell nordwärts, so dass Nordaustralien nun am Äquator liegt. Das Schwarze Meer ist vollständig vom Mittelmeer abgeschnitten und der Golf von Akaba hat sich bis zur Türkei geöffnet.
In 40 Millionen Jahrenwird Afrika immer weiter Richtung Norden wandern und die Mittelmeerregion komplett umgestalten, Sizilien wird nach Norden verschoben und liegt in Küstennähe vor Rom. Iberia dreht sich weiter im Uhrzeigersinn von Europa weg. Europa könnte entlang des Rheins auseinanderbrechen. Australien wandert weiter Richtung Südostasien. Der Atlantik wird breiter, denn Amerika entfernt sich weiter von Europa und Afrika.
In 50 Millionen JahrenNiederkalifornien löst sich entlang der San-Andreas-Verwerfung vom amerikanischen Festland und wandert nach Nordosten. Nordamerika mit Grönland rückt zunächst nach Westen, dreht sich dann im Uhrzeigersinn und driftet nach Süden. So gelangt Grönland in die gemäßigte Zone südlich des 60. Breitengrades.
In 80 Millionen Jahrenwird Afrika so weit nach Norden vorgedrungen sein, dass infolge des Schubs nach und nach an die Stelle des Mittelmeers eine neue Gebirgskette getreten sein wird. Australien ist in der Zwischenzeit mit Japan kollidiert, Neuseeland hat die Tropen erreicht und Antarktika steuert auf Australien zu.
In 90 Millionen Jahrensind Nord- und Südamerika getrennt. Nordamerika verlagert sich südlich an die Seite Südamerikas.
In 150 Millionen Jahrenist Grönland südlich des heutigen Peru bei ungefähr 30 Grad südlicher Breite angelangt.
In 200 Millionen Jahrenhat sich die Antarktis Mexiko so stark angenähert, dass beide am Äquator liegen und Antarktika wie zuletzt im frühen Mesozoikum üppig bewachsen sein wird. Ostafrika kollidiert mit Indien, Madagaskar trifft auf Südostasien. Neufundland befindet sich bereits bei 10 Grad nördlicher Breite und bewegt sich weiter auf den Äquator zu, den Florida auf seinem Weg nach Süden bereits hinter sich gelassen hat. Südamerika hat sich im Uhrzeigersinn um 90 Grad gedreht. In den letzten 200 Millionen Jahren haben sich Skandinavien und die Britischen Inseln langsam in südöstliche Richtung bewegt.

### Zukünftige hypothetische Modelle

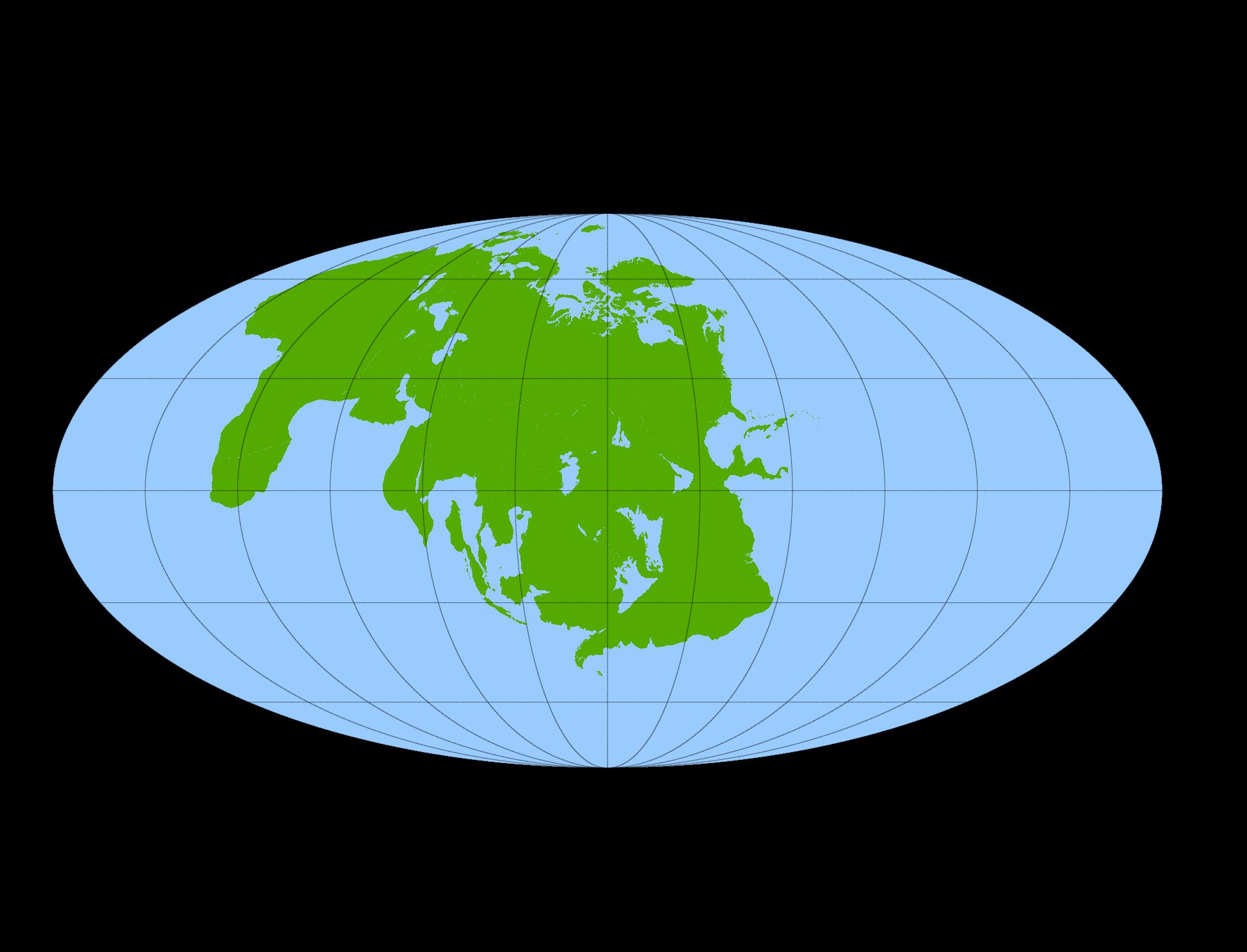
Novopangaea
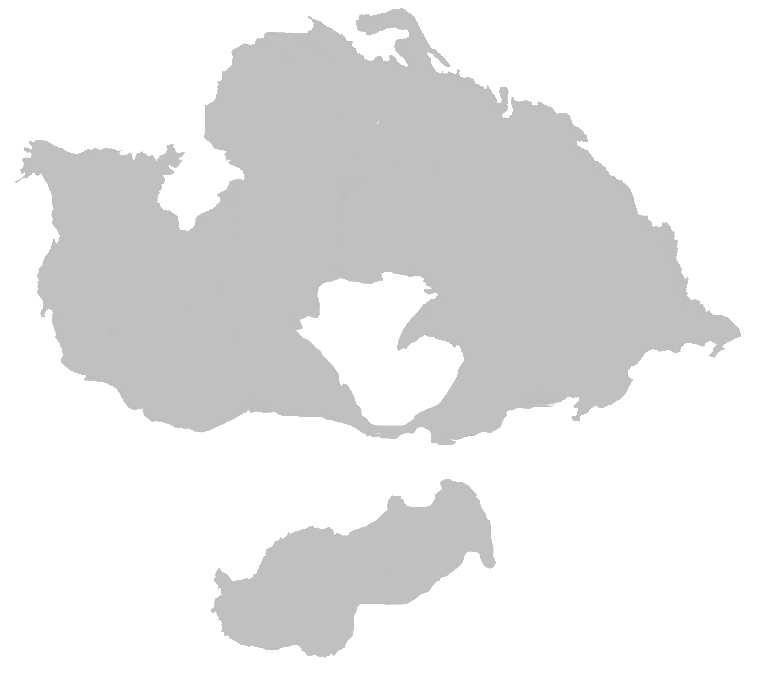
Pangaea Proxima